# الغضب (فلم 1972)
الغضب هو فيلم مصري عرض عام 1972، بطولة فريد شوقي وسهير رمزي، ومن إخراج أنور الشناوي.

## القصة
يقرر المعلم جابر بعد خروجه من السجن أن يتوب إلى الله وأن يترك الماضي بما فيه من شقاوة وشقاء، ويقرر أن يدير شركة النقل التي يمتلكها والده، لكن الماضي لا يزال حيًا، فيظهر الأشقياء مرة ثانية في محاولة إعادته إلى طريق الإجرام السابق والتعامل فيه إلا أنه يرفض، يقوم الأعور بمساعدة معاونيه في إحراق شركة النقل التي يديرها جابر ودفعه إلى إعادته إلى التشكيل العصابي القديم، ويزداد الطين بلة، عندما يقوم الأعور ورجاله باختطاف شقيقته زيزي لإجباره على العودة إلى ماضيه، لكنه يرفض ويقرر الانتقام واسترداد أخته من عصابة الأعور، ويتبع التشكيل حتى يعثر عليه، وتدور فيما بينهم معركة في البحر وبين الطرفين، يصل البوليس، ويمشط المكان ويحاصره ويكتشف أن على رأس هذه القوة خطيب زيزى ويتم القبض عليه، ويعود جابر لعمله.

## الممثلون
- فريد شوقي
- سهير رمزي
- غسان مطر
- نادية الشناوي
- ليلى جمال
- أشرف عبد الغفور
- محمد رضا
- عبد البديع العربي
- سلامة إلياس
- وفيق فهمي
- محمد حمدي
- إبراهيم عبد الرازق
- سمير ولي الدين
- فاروق نجيب
- ناهد سمير
- فهمي أمان
- عزيز فايق
- محمد الحلو
- ربيع كنعان وصفي
- حسن موسى
- أنور الخوام

## فريق العمل
- إخراج: أنور الشناوي
- تأليف: صبري عزت
- مدير التصوير: رمزي إبراهيم
- مونتاج: محيي الدين عبد الجواد
- موسيقى تصويرية: فؤاد الظاهري
- إنتاج: رمسيس نجيب
- توزيع داخلي: مراد فيلم
- توزيع خارجي: وكالة الجاعوني